# Змиевка (Луганская область)
Змиевка (укр. Зміївка) — село, относится к Сватовскому району Луганской области Украины.
Население по переписи 2001 года составляло 80 человек. Почтовый индекс — 92605. Телефонный код — 6471. Занимает площадь 0,61 км².

## Местный совет
92600, Луганская обл., Сватовский р-н, г. Сватово, пл. 50-летия Победы, 36